# 紅旗・世紀星
世紀星（せいきせい、Premium Luxury Sedan ）は、第一汽車の高級車ブランド、紅旗の生産するセダンである。

## 概要
2000年7月15日、発表。
アウディ・100をベースとする紅旗・明仕をベースとし、フロントグリルが変更されている。エンジンは日産自動車製のV型6気筒 2L VG20型とアウディ製のV型6気筒 2.4Lエンジンを搭載する。
アウディのエンジンについては第一汽車とフォルクスワーゲンの合弁企業一汽フォルクスワーゲンで生産されるものを使用している。また、トランスミッションは5速マニュアルトランスミッションが組み合わせられている。
2.4Lエンジン搭載車にはリムジンが用意され、全長が4,890から5,122 mmに延長されている。